# プロトン・インスピラ
インスピラ (INSPIRA)は、プロトンが製造販売していた自動車である。

## 概要
プロトンは2008年に、創業時のパートナーでかつては資本提携を行っていた三菱自動車工業との間で新たに技術提携を締結したが、インスピラはその最初の成果となる車種である。基本的に三菱・ランサー（日本名：ギャランフォルティス）のリバッジ車であり、ベース車との差異はフロントグリルなどごく小規模に留まる。
エンジンは直列4気筒1.8L（4B10）と2.0L（4B11）の2種類、トランスミッションはCVTと5速MT（1.8Lのみ）が用意される。
製造はスランゴール州シャー・アラムの工場にて行われるが、当初の部品の現地調達率は40%程度であり、パワートレーンについては日本からの輸入となる。なお、マレーシア市場では既に三菱自動車自身がランサーを販売しているが、これは日本からのCBU (完成車輸入)であり、ランカウイ島を除いてインスピラよりも大幅に高価となる。
2016年3月に販売終了となった。